# غوان داكن الأرجل
غوان داكن الأرجل (الاسم العلمي: Penelope obscura) هو نوع من الطيور يتبع جنس الغوان بنيلوب من فصيلة القرازية.